# Крус, Хулио Рикардо
Хулио Рикардо Крус (англ. Julio Ricardo Cruz; 10 октября 1974, Сантьяго-дель-Эстеро) — аргентинский футболист, выступавший на позиции нападающего. Воспитанник «Банфилда», играл за «Банфилд», «Ривер Плейт», «Фейеноорд», «Болонью» и миланский «Интернационале», с которым стал четырёхкратным чемпионом Италии. За национальную сборную Аргентины провёл 22 матчей, забил 3 гола, участник чемпионата мира 2006. В 2010 году завершил карьеру.

## Клубная карьера

### Начало
Высокий (1,90 м.), коренастый нападающий, Круз начал свою карьеру в «Банфилде» в 1993 году, а в 1996 году он переехал в «Ривер Плейт».

### Европа
В 1997 году он переехал в Европу, будучи подписанным голландским «Фейеноордом», и показывая большой потенциал с точки зрения результативности. В 2000 году он переехал в итальянскую Болонью , затем играл за Интернационале с которым стал четырёхкратным чемпионом Италии, последним клубом был римский Лацио.

## Семья
Сын, Хуан Мануэль Крус, также является профессиональным футболистом.

## Достижения
«Ривер Плейт»
- Чемпион Аргентины: Апертура 1996, Клаусура 1997

«Фейеноорд»
- Чемпион Нидерландов: 1998/99
- Призёр Турнира Йохана Кройфа: 1999

«Интернационале»
- Чемпион Италии: 2005/06, 2006/07, 2007/08, 2008/09
- Обладатель Кубка Италии: 2004/05, 2005/06
- Обладатель Суперкубка Италии: 2005, 2006, 2008

«Лацио»
- Обладатель Суперкубка Италии: 2009